# Monodnaviria
Monodnaviria (лат.) — реалм ДНК-содержащих вирусов. Геном большинства членов реалма представлен кольцевой одноцепочечной ДНК, которая реплицируется по типу катящегося кольца, причём инициация репликации обеспечивается эндонуклеазой из суперсемейства HUH, закодированной в геномах Monodnaviria. В состав реалма также включаются вирусы, произошедшие от «типичных» Monodnaviria и имеющих либо линейный геном, представленный одноцепочечной ДНК, либо геном в виде кольцевой двуцепочечной ДНК.
Реалм Monodnaviria был выделен в 2019 году и содержит четыре царства: Loebvirae, Sangervirae, Trapavirae и Shotokuvirae. Представители трёх первых царств поражают прокариот, а представители царства Shotokuvirae, в состав которого входят и атипичные Monodnaviria, инфицируют эукариот. В ходе эволюции представители Monodnaviria, вероятно, возникали неоднократно и независимо от линейных плазмид бактерий и архей, которые кодируют эндонуклеазу HUH. Члены реалма, поражающие эукариот, по-видимому, также возникали несколько раз в ходе рекомбинации, которая приводила к слиянию вышеупомянутых плазмид с фрагментами ДНК, кодирующими белки капсида ряда РНК-содержащих вирусов. Большинство вирусов, имеющих одноцепочечную геномную ДНК, входят в состав реалма Monodnaviria.
Прототипные члены реалма часто обозначаются как CRESS-ДНК-вирусы. CRESS-ДНК-вирусы вызывают широкий спектр заболеваний, включая инфекции хозяйственно значимых культур растений, кроме того, они могут вызывать заболевания и у животных. К атипичным представителям реалма относятся, в числе прочих, папилломавирусы и полиомавирусы, которые могут вызывать разные виды рака. Многие представители Monodnaviria способны встраиваться в геномы своих хозяев, кроме того, среди Monodnaviria есть и вирусы, характеризующиеся высокой частотой мутаций и рекомбинаций.

## Этимология названия
Название таксона происходит от др.-греч. μόνος, что означает «одиночный» (отсылка к одноцепочной ДНК), и DNA (ДНК), а также стандартного для реалмов суффикса -viria.

## Описание
Все прототипные члены Monodnaviria, за исключением нитчатых бактериофагов из семейства Inoviridae, кодируют эндонуклеазу суперсемейства HUH. Эндонуклеазы этого семейства содержат особый мотив HUH, который состоит из двух остатков гистидина и остатка крупной гидрофобной аминокислоты, а также мотив Y, который содержит один или два остатка тирозина. У вирусов, чей геном представлен одноцепочечной ДНК (оцДНК), эндонуклеазу HUH нередко называют белком инициации репликации или сокращённо Rep, поскольку именно с внесения этим ферментом разрыва в определённый сайт в геноме запускает репликацию вирусного генома по типу катящегося кольца.
После того как вирусная оцДНК попадает в клетку хозяина, она реплицируется хозяйской ДНК-полимеразой с образованием новой формы вирусного генома — двуцепочечной ДНК (дцДНК). Эндонуклеаза HUH распознаёт короткую последовательность на 3'-конце от ориджина репликации, с которой связывается и вносит одноцепочечный разрыв в цепь ДНК положительной полярности. При этом эндонуклеаза также связывается с 5'-концом разрыва при помощи остатка тирозина, который формирует ковалентную связь с сахарофосфатным остовом ДНК с образованием фосфотирозина, который связывает фермент с вирусной ДНК.
3'-Конец разрыва, несущий гидроксильную группу, служит сигналом для хозяйской ДНК-полимеразы, чтобы та начала репликацию генома. Репликация происходит как удлинение свободного 3'-конца разрыва на цепи положительной полярности, а цепь отрицательной полярности выступает как матрица для репликации. По мере удлинения новосинтезированная цепь вытесняет исходную цепь положительной полярности, в которую и был внесён разрыв, вновь формируя двуцепочечную ДНК. Гидроксильная группа 3'-OH вытесненной цепи затем разрывает связь тирозина с ДНК, благодаря чему цепь положительной полярности высвобождается и замыкается в кольцо, тем самым становясь копией вирусного генома. Далее следует очередной цикл репликации, в начале которого эндонуклеаза HUH распознает сайт на двуцепочечной форме ДНК-генома вируса и вносит в неё разрыв, начиная новый раунд репликации по типу катящегося кольца.
Эндонуклеаза HUH может вносить второй разрыв в цепь положительной полярности, используя для этого второй остаток тирозина. В ходе репликации может образовываться конкатемер — несколько копий генома, следующих друг за другом в составе одной молекулы ДНК. После того, как положительная цепь будет полностью вытеснена от отрицательной и в неё будет внесён разрыв, OH-группа на 3'-конце может образовать связь с фосфотирозином на 5'-конце, формируя полноценную копию генома в виде оцДНК. Далее она может быть переведена в форму дцДНК, чтобы могла начаться транскрипция вирусных генов, использоваться для нового раунда репликации или быть упакованной в собранные вирусные капсиды. С одного и того же кольцевого генома процесс репликации может начинаться несколько раз, давая множество копий вирусного генома.
Атипичные представители Monodnaviria реплицируются не по механизму катящегося кольца. Вирусы, имеющие линейные геномы в виде оцДНК, такие как члены семейств Parvoviridae и Bidnaviridae, используют различные стратегии для репликации. Парвовирусы используют механизм катящейся шпильки (англ. rolling hairpin replication), при которой концы генома имеют петли в виде шпилек, которые в ходе репликации разворачиваются и сворачиваются заново, чтобы сменить направление синтеза ДНК. В ходе такой репликации непрерывно образуются новые копии генома в составе одного конкатемера, который потом разрезается на отдельные вирусные геномы эндонуклезой HUH. Члены семейства Bidnaviridae вместо эндонуклеазы HUH используют собственную ДНК-полимеразу, направляемую белками. Она реплицирует геном, представленный двумя молекулами ДНК, которые упаковываются в два разных вириона. ДНК-полимераза клетки-хозяина при этом не используется.
Некоторые члены Monodnaviria, такие как представители семейств Polyomaviridae и Papillomaviridae, имеют кольцевые дцДНК-геномы. Такие вирусы включены в состав типа Cossaviricota и используют двунаправленную репликацию ДНК с образованием тета-структур. В этом случае репликация ДНК начинается с раскручивания дцДНК в ориджине репликации на две разные цепи. Далее происходит сборка двух репликативных вилок и их продвижение в противоположных направлениях. Репликация завершается, когда две вилки встречаются в сайте, противолежащем ориджину репликации.
Помимо описанного пути репликации, представителей Monodnaviria с оцДНК-геномами сближают и некоторые другие черты. Их капсиды, как правило, имеют икосаэдрическую форму и состоят из одного типа белка (исключение составляют парвовирусы, капсиды которых состоят из нескольких типов белков). У всех вирусов с оцДНК-геномами, структура капсидных белков была проанализирована с высоким разрешением, белки капсида содержат один мотив jelly roll.
У подавляющего большинства вирусов с оцДНК-геномами геномы представлены цепями ДНК положительной полярности. Единственное исключение составляют вирусы семейства Anelloviridae, которые пока не отнесены к какому-либо реалму и имеют оцДНК-геномы отрицательной полярности. В любом случае, для начала транскрипции вирусных генов необходимо, чтобы вирусные геномы были переведены в форму дцДНК. Наконец, все вирусы с оцДНК-геномами характеризуются относительно высокой частотой генетической рекомбинации и точечных мутаций, приводящих к аминокислотным заменам. Рекомбинация оцДНК-геномов может происходить между близкородственными вирусами, когда один и тот же ген реплицируется и транскрибируется в одно и то же время. Это обстоятельство может приводить к тому, что ДНК-полимеразы клетки-хозяина переключаются на репликацию цепей с отрицательной полярностью, что приводит к рекомбинации. Как правило, рекомбинации затрагивают цепи отрицательной полярности и происходят вне генов или на их периферии, а не в самих генах.
Высокая частота точечных мутаций у вирусов с оцДНК-геномами необычна, поскольку их удвоением занимаются ДНК-полимеразы клетки-хозяина, имеющие специальные механизмы корректировки ошибок репликации. Точечные мутации могут происходить из-за того, что вирусная ДНК окисляется внутри капсида. Высокая частота мутаций и рекомбинаций свидетельствует, что оцДНК-вирусы могут стать опасными патогенами.

## Филогенетика
Сравнительный анализ геномов и филогенетический анализ последовательностей эндонуклеаз HUH, хеликаз суперсемейства 3, а также капсидных белков представителей Monodnaviria показал, что они являются полифилетической группой и возникали в ходе эволюции независимо несколько раз. Эндонуклеазы HUH CRESS-ДНК-вирусов наиболее близки к тем, что закодированы в маленьких плазмидах бактерий и архей, которые реплицируются по механизму катящегося кольца, и происходили от этих предковых ферментов по меньшей мере три раза. Эндонуклеазы HUH CRESS-ДНК-вирусов, инфицирующих прокариот, вероятно, произошли от эндонуклеаз, кодируемых плазмидами и лишенных домена S3H, в то время как у CRESS-ДНК-вирусов, заражающих эукариот, эти ферменты произошли от эндонуклеаз с S3H-доменами.
Капсидные белки CRESS-ДНК-вирусов, инфицирующих эукариот, наиболее близки к тем, что кодируют различные вирусы растений и животных, геном которых представлен одноцепочечной РНК (оцРНК) положительной полярности. Эти вирусы входят в состав реалма Riboviria. По этой причине эукариотические CRESS-ДНК-вирусы, вероятно, возникали несколько раз в результате рекомбинации между ДНК-плазмидами архей и бактерий и комплементарными копиями РНК-вирусов положительной полярности. Таким образом, CRESS-ДНК-вирусы можно рассматривать как пример конвергентной эволюции: организмы, неродственные друг другу, независимо приобрели схожие черты.
Входящие в состав Monodnaviria вирусы с линейными оцДНК-геномами, в особенности, парвовирусы, вероятно, произошли от CRESS-ДНК-вирусов в результате утраты механизмов, позволяющих замкнуть линейный геном в кольцо. Представители Monodnaviria с дцДНК-геномами, возможно, произошли от парвовирусов в результате инактивации эндонуклеазного домена у Rep. Домен HUH в результате стал просто ДНК-связывающим доменом, а механизм репликации этих вирусов сменился с механизма катящегося кольца на двунаправленную репликацию. Капсидные белки этих дцДНК-вирусов сильно отличаются друг от друга, поэтому остаётся неясным, произошли ли они от капсидных белков парвовирусов или от других источников. Члены семейства Bidnaviridae, геномы которых представлены линейной оцДНК, скорее всего, произошли в результате интеграции генома парвовируса в состав полинтона, при этом эндонуклеаза HUH была заменена на ДНК-полимеразу полинтона.

## Классификация
По состоянию на 2020 год к реалму Monodnaviria относят следующие таксоны до класса включительно:
- Царство Loebvirae[англ.] (Поражают только прокариот, вирионы нитчатые или палочковидной формы, имеют ген АТФазы суперсемейства FtsK[англ.]-HerA, содержащей α-спирали)
  - Тип Hofneiviricota[англ.]
    - Класс Faserviricetes
- Царство Sangervirae[англ.] (Поражают только прокариот, капсидные белки содержат единственный мотив jelly roll, имеют белок для транспорта ДНК через оболочку бактериальной клетки. Эндонуклеазы имеют монофилетическое происхождение)
  - Тип Phixviricota[англ.]
    - Класс Malgrandaviricetes[англ.]
- Царство Trapavirae[англ.] (Инфицируют только архей, в состав вирусной оболочки входит белок, обеспечивающий слияние[англ.] мембран)
  - Тип Saleviricota[англ.]
    - Класс Huolimaviricetes[англ.]
- Царство Shotokuvirae (У эндонуклеазы на N-конце находится эндонуклеазный домен, а на C-конце — хеликазный домен суперсемейства 3)
  - Тип Cossaviricota[англ.]
    - Класс Mouviricetes[англ.]
    - Класс Papovaviricetes[англ.]
    - Класс Quintoviricetes

  - Тип Cressdnaviricota[англ.]
    - Класс Arfiviricetes[англ.]
    - Класс Repensiviricetes[англ.]

В состав Monodnaviria входит подавляющее большинство вирусов с оцДНК-геномами, которые относятся к группе II в классификации вирусов по Балтимору. Из 16 семейств вирусов с геномами в виде оцДНК к Monodnaviria не относятся только семейства Anelloviridae, Finnlakeviridae (предполагаемый член реалма Varidnaviria) и Spiraviridae. Представители Monodnaviria с дцДНК-геномами относятся к группе I в классификации Балтимора. Семейство Anelloviridae, возможно, все же относится к Monodnaviria, так как они морфологически близки к вирусам семейства Circoviridae. Было высказано предположение, что Anelloviridae относятся к CRESS-ДНК-вирусам с геномами отрицательной полярности, хотя обычно они имеют геномы положительной полярности.

## Взаимодействие с хозяином
CRESS-ДНК-вирусы, инфицирующие эукариот, являются возбудителями многих болезней. Семейства вирусов растений Geminiviridae и Nanoviridae содержат возбудителей заболеваний хозяйственно важных растений и наносят существенный урон растениеводству. Вирусы семейства Circoviridae, поражающие животных, вызывают респираторные и кишечные инфекции, а также болезни репродуктивной системы. Вирусы семейства Bacilladnaviruses поражают преимущественно диатомовые водоросли и играют существенную роль в регуляции цветения водоёмов. Атипичные члены реалма также вызывают ряд болезней. Парвовирусы вызывают смертельную инфекцию у собак и пятую болезнь у человека. Папилломавирусы и полиомавирусы вызывают различные виды рака и другие заболевания. В частности, полиомавирусы вызывают карциному клеток Меркеля, а папилломавирусы вызывают рак репродуктивных органов и приводят к появлению бородавок.
Эндонуклеазы HUH, или белки Rep, не имеют гомологов у клеточных организмов, поэтому по их наличию в клеточных геномах можно судить о факте встраивания (эндогенизации) вируса из реалма Monodnaviria в геном хозяина. Таким образом, геномы представителей Monodnaviria могут выступать как инструменты горизонтального переноса генов. Чаще всего признаки эндогенизации выявляются у растений, однако они также были найдены в геномах животных, грибов и протистов. Эндогенизация могла происходить с помощью интегразы и транспозазы или же аппарата рекомбинации клетки-хозяина. Некоторые Monodnaviria интегрировались в геномы своих хозяев довольно давно. Так, некоторые члены семейств Circoviridae и Parvoviridae интегрировались в геномы своих хозяев по меньшей мере 40—50 миллионов лет назад.

## История изучения
Первые упоминания о вирусе, входящего в реалм Monodnaviria, относятся к 752 году, когда японская Императрица Кокэн написала стихотворение, в котором описала заболевание посконника (Eupatorium), сопровождающееся пожелтением или исчезновением жилок в листьях и, вероятно, вызванное вирусом семейства Geminiviridae. Много веков спустя, в 1888 году, в Австралии была отмечена вспышка инфекции птиц, вызванной вирусом рода Circovirus и проявляющейся в утрате оперения. Первым охарактеризованным вирусом из группы CRESS-ДНК, поражающий животных, стал цирковирус свиней, который был описан в 1974 году. В 1977 году был детально охарактеризован геном вируса золотой мозаики бобовых (англ. Bean golden mosaic virus). С начала 1970-х годов было описано множество семейств представителей Monodnaviria, первым из которых стало семейство Parvoviridae.
В последние годы благодаря метагеномному анализу морских отложений и фекалий стало понятно, что вирусы с геномами в виде оцДНК очень широко распространены в природе. В 2015—2017 годах были установлены родственные связи между вирусами группы CRESS-ДНК, и в 2019 году было предложено выделение реалма Monodnaviria, в который вошли CRESS-ДНК-вирусы и произошедшие от них группы вирусов. Несмотря на полифилетическое происхождение, представители реалма имеют множество общих признаков.